# Francesco Barzaghi

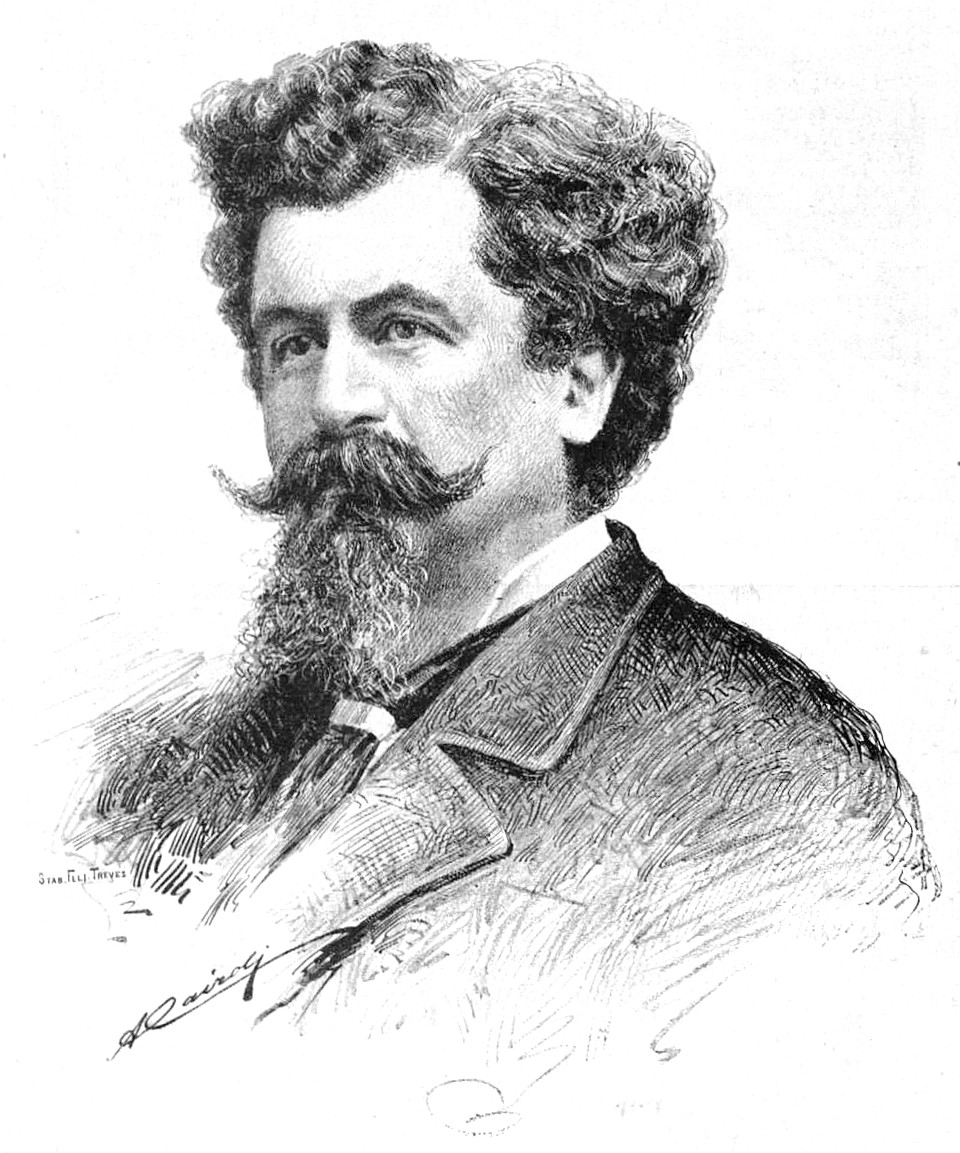
Francesco Barzaghi (1886)

Francesco Barzaghi (* 10. Februar 1839 in Mailand; † 21. August 1892 ebenda) war ein italienischer Bildhauer.

## Leben
Francesco Barzaghi wurde 1839 in Mailand als Sohn des Carlo Barzaghi und der Giuseppina Gioli geboren. Er erhielt seine erste Ausbildung in den Ateliers von Alessandro Puttinati und Antonio Tantardini und studierte anschließend an der Bildhauerschule der Accademia di Belle Arti di Brera bei Giovanni Strazza und Benedetto Cacciatori. Beeinflusst wurde er dort auch von Vincenzo Vela. Er erhielt schon bald erste Aufträge und Preise, endgültige Anerkennung erhielt er aber erst mit zwei schon früher geschaffenen Statuen Phryne und Liebe macht blind, die er auf der Weltausstellung 1878 in Paris präsentierte.
Von 1880 bis zu seinem Tod hatte er den Lehrstuhl für Bildhauerei an der Accademia di Brera inne. Er schuf Statuen und Denkmäler in Marmor und Bronze im Stil des Verismus, ohne Zugeständnisse an neuere Entwicklungen.
Sein Sohn Prassitele Barzaghi (1880–1921) wurde ebenfalls ein erfolgreicher Bildhauer.

## Werke

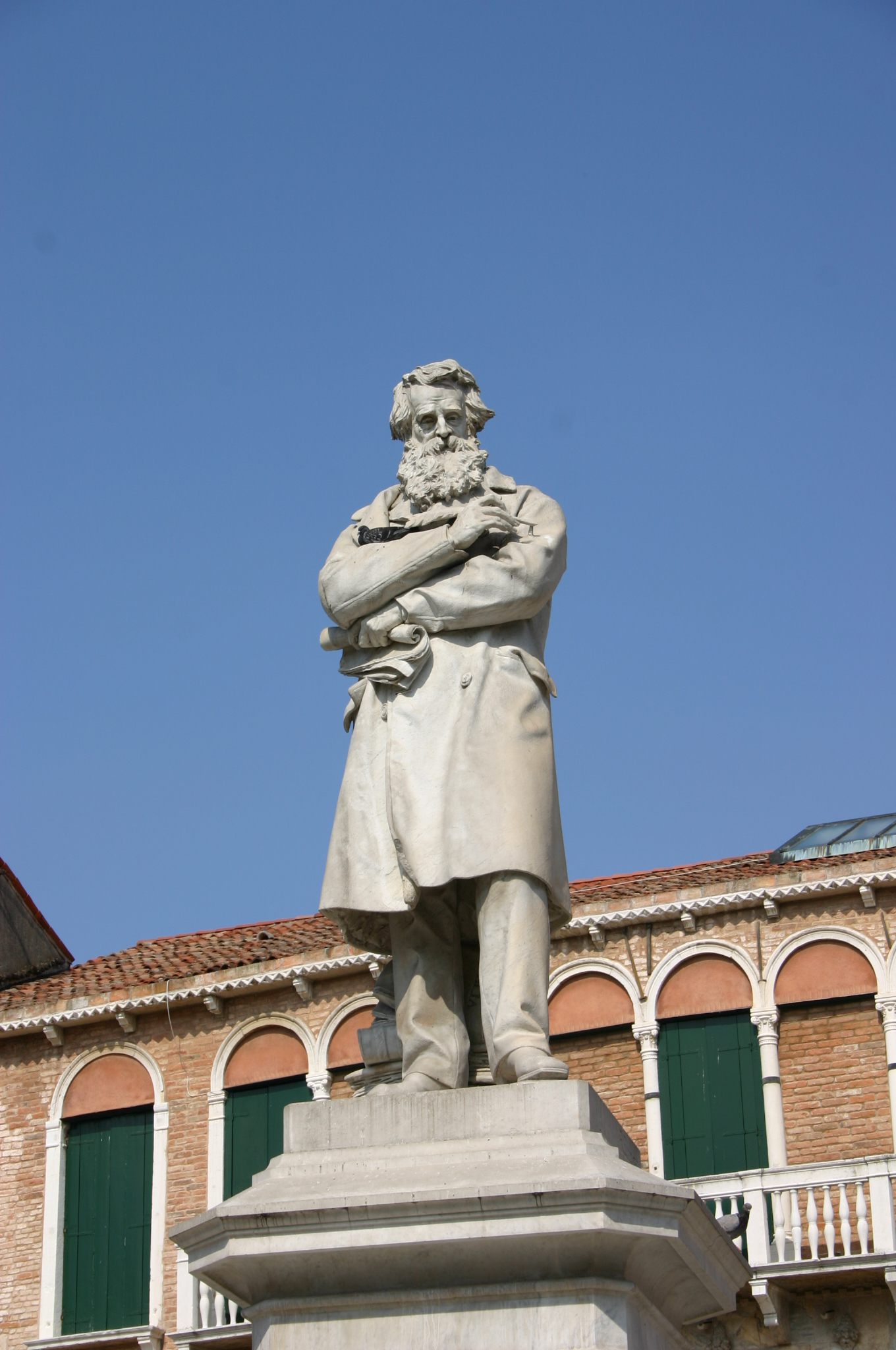
Denkmal für Niccolò Tommaseo in Venedig

- Statuen der heiligen Hilarius, Wenzeslaus und Adelheid für den Mailänder Dom, 1863–1867
- Denkmal für Francesco Dall’Ongaro in Neapel, 1875
- Denkmal für Giuseppe Verdi im Atrium der Mailänder Scala, 1881
- Denkmal für Niccolò Tommaseo auf dem Campo Santo Stefano in Venedig, 1882
- Denkmal für Alessandro Manzoni auf der Piazza San Fedele in Mailand, 1883
- Denkmal für Viktor Emanuel II. in Lodi, 1883
- Denkmal für Napoleon III. in Mailand, 1881–1884
- Denkmal für Viktor Emanuel II. in Bergamo (zusammen mit Luigi Pagani), 1884
- Denkmal für Viktor Emanuel II. in Genua, 1886
- Statue von Francesco Hayez neben dem Palazzo di Brera, Mailand, 1890
- Statue von Luciano Manara in den Giardini Pubblici in Mailand, 1894
- Denkmal für Garibaldi in Crema